# 斯萊特維爾斯普林斯 (紐約州)
斯萊特維爾斯普林斯（英語：Slaterville Springs）是位於美國紐約州湯普金斯縣的普查規定居民點。

## 人口
根據2020年美國人口普查的數據，斯萊特維爾斯普林斯的面積為0.68平方千米，皆為陸地。當地共有人口208人，而人口密度為每平方千米305.88人。